# Lepidopleurus cullierti
Lepidopleurus cullierti is een keverslakkensoort uit de familie van de Leptochitonidae. De wetenschappelijke naam van de soort is voor het eerst geldig gepubliceerd in 1889 door Rochebrune.